# NGC 3488
NGC 3488 is een balkspiraalstelsel in het sterrenbeeld Grote Beer. Het hemelobject werd op 8 april 1793 ontdekt door de Duits-Britse astronoom William Herschel.

## Synoniemen
- UGC 6096
- MCG 10-16-45
- ZWG 291.22
- IRAS 10583+5756
- PGC 33242